# Pikmin
Pikmin (ピクミン, Pikumin) é um jogo de estratégia em tempo real e puzzles desenvolvido e publicado pela Nintendo para o console Nintendo GameCube em 2001. Pikmin foi desenvolvido pelo produtor Shigeru Miyamoto.
A história do jogo se concentra em um piloto alienígena chamado Capitão Olimar, que cai em um planeta misterioso e precisa fazer uso de uma espécie nativa chamada "Pikmin" para encontrar as peças desaparecidas de sua nave, a fim de escapar do planeta dentro do período de 30 dias. Os jogadores assumem o controle de Olimar e dirigem as diferentes variedades de Pikmin para explorar os vários níveis do jogo, superando obstáculos e derrotando criaturas hostis, a fim de encontrar e recuperar as partes da nave perdidas.
O jogo foi um sucesso de crítica e gerou uma série de sequências, começando com Pikmin 2, que foi lançado em 2004. O jogo foi portado para o Wii em 2008 sob o título New Play Control!, enquanto uma remasterização em alta definição foi lançada para Nintendo Switch em 2023.

## Desenvolvimento
Pikmin foi desenvolvido pela Nintendo EAD, dirigido por Shigefumi Hino e Masamichi Abe (que dirigiu o jogo 1080° Snowboarding) e produzido por Shigeru Miyamoto e Hiroyuki Kimura como um dos primeiros jogos de GameCube.
Colin Reed, que havia programado 1080º Snowboarding, programou o jogo. A base da tecnologia Pikmin está na animação  de uma infinidade de personagens interagindo ao mesmo tempo. Uma demonstração técnica chamada Super Mario 128 foi mostrada no Nintendo Space World 2000, exibindo o desempenho do protótipo de hardware de GameCube, animando até128 cópias de Mario de uma só vez. Miyamoto afirmou em 2007 que "todas as pessoas que jogaram o jogo  [Super Mario 128] na verdade jogaram um jogo da série Pikmin".
O nome "Pikmin" deriva da palavra japonesa usada durante o desenvolvimento para contar as pequenas criaturas, "ippiki", que se tornou "Piki", depois "Picky" e finalmente "Pikmin".
A trilha sonora foi composta por Hajime Wakai, que foi um dos dois compositores de Star Fox 64. Pikmin foi desenvolvido no Microsoft Windows. Uma versão para Windows do jogo com recursos de depuração está escondida no disco da versão de GameCube.

## Recepção
Pikmin recebeu uma recepção positiva dos críticos. Ele tem uma pontuação média de 89/100 do Metacritic. Recebeu o prêmio de interatividade da British Academy of Film and Television Arts. Pikmin recebeu elogios significativos por seus gráficos, em particular pelo seu design de ambiente.
A IGN elogiou o jogo por sua singularidade e seus gráficos impressionantes, com apenas alguns pontos negativos, citando a sua câmera ruim. Ele foi premiado como "Melhor Jogo de Puzzle" na Game Critics Awards, ultrapassando Chu Chu Rocket, de Game Boy Advance. Também foi vice-campeão na categoria "Melhor jogo original", perdendo para Majestic. Foi indicado na categoria "Melhor Jogo de GameCube" da Gamespot.